# ۵۴۱ (خورشیدی)
۵۴۱ پانصد و چهل و یکمین سال هجری خورشیدی است.